# Walter Boyd
Walter Boyd (Kingston, 1972. január 1. –) jamaicai válogatott labdarúgó.

## Pályafutása

### Klubcsapatban
1992 és 1996 között a Colorado Foxes játékosa volt az Egyesült Államokban. 1997 és 1999 között a jamaicai Arnett Gardensben játszott. 1999-ben a Swansea City együtteséhez igazolt és a bemutatkozó mérkőzésén két alkalommal is eredményes volt, mindezt úgy, hogy cserként lépett pályára és kiállították. 2001-ben hazatért az Arnett Gardenshez, ahol 2004-ig szerepelt és egy bajnoki címet szerzett. 2004 és 2006 között a Constant Spring, 2006 és 2007 között a Naggo Head labdarúgója volt. 2008-ban az Arnett Gardens színeiben fejezte be a pályafutását. 

### A válogatottban
1991 és 2001 között 66 mérkőzésen szerepelt a jamaicai válogatottban és 19 gólt szerzett. Részt vett az 1991-es és az 1993-as CONCACAF-aranykupán, valamint az 1998-as világbajnokságon.

## Sikerei, díjai
Arnett Gardens
- Jamaicai bajnok (1): 2001–02